# وسنا وولوویچ
وِسنا وولوویچ (سیریلیک صربی: Весна Вуловић  [ʋêsna ʋû:loʋitɕ]) (۳ ژانویه ۱۹۵۰ – ۲۳ دسامبر ۲۰۱۶) یک مهماندار هواپیمای اهل صربستان بود که در جریان سقوط هواپیما، از ارتفاع ۱۰٬۱۶۰ متر (۳۳٬۳۳۰ فوت؛ ۶٫۳۱ مایل) سقوط کرد ولی بدون استفاده از چتر نجات، زنده ماند و نامش در رکوردهای جهانی گینس ثبت شده‌است.